# Michał Piecha
Michał Piecha (* 31. März 1979 in Rybnik) ist ein ehemaliger polnischer Biathlet.

## Werdegang
Michal Piecha, Student aus Rybnik, debütierte international im Junioreneuropacup in Friedenweiler und wurde Zweiter im Sprint. In Pokljuka nahm er kurz darauf an Juniorenweltmeisterschaften teil und belegte als Siebter mit der Staffel seine beste Platzierung. Zu Beginn der folgenden Saison trat er erstmals in Hochfilzen in einem Einzel im Biathlon-Weltcup an und wurde 94. 2003 trat er in Forni Avoltri bei den Europameisterschaften an und belegte als beste Platzierung einen 23. Platz im Einzel. 2004 folgte in Ruhpolding erstmals eine Platzierung unter den Top Ten im Weltcup. Mit der Staffel um Wiesław Ziemianin, Tomasz Sikora und Grzegorz Bodziana belegte er den sechsten Platz. In Ruhpolding gewann er zudem im Sprint als 30. seinen ersten Weltcuppunkt. Höhepunkt der Saison wurden die Europameisterschaften in Minsk, wo Piecha Staffelbronze gewann. Sein letztes internationales Rennen war der Sprint bei den Olympischen Spielen 2006 in Turin, wo er 64. im Sprint wurde.

## Biathlon-Weltcup-Platzierungen
Die Tabelle zeigt alle Platzierungen (je nach Austragungsjahr einschließlich Olympische Spiele und Weltmeisterschaften).
- 1.–3. Platz: Anzahl der Podiumsplatzierungen
- Top 10: Anzahl der Platzierungen unter den ersten zehn (einschließlich Podium)
- Punkteränge: Anzahl der Platzierungen innerhalb der Punkteränge (einschließlich Podium und Top 10)
- Starts: Anzahl gelaufener Rennen in der jeweiligen Disziplin

| Platzierung | Einzel | Sprint | Verfolgung | Massenstart | Staffel | Gesamt |
| ----------- | ------ | ------ | ---------- | ----------- | ------- | ------ |
| 1. Platz    |        |        |            |             |         |        |
| 2. Platz    |        |        |            |             |         |        |
| 3. Platz    |        |        |            |             |         |        |
| Top 10      |        |        |            |             | 1       | 1      |
| Punkteränge |        | 1      |            |             | 10      | 11     |
| Starts      | 9      | 16     | 2          |             | 11      | 38     |